# Jedle šupinatá
Jedle šupinatá (Abies squamata) je jehličnatý strom z čeledi borovicovité, z rodu jedlí, původem z Číny a Tibetu, blízký příbuzný jedle Delavayovy (Abies delavayi).

## Popis
Stálezelený, jehličnatý, pomalu rostoucí strom, dorůstající do výšky 40 m. Koruna pyramidální. Borka hnědočervená, odloupávající se po tenkých plátcích jako papír, podobně jako u břízy. Letorosty hnědé. Jehlice modrozelené, 1,5–2,5 cm dlouhé a 2 mm široké, hustě uspořádané, vztyčené, na koncích zakulacené či pichlavé. Šišky 5–8 cm dlouhé a 2,5–3,5 cm široké, zpočátku fialové, později černé, válcovité. Semena dozrávají v říjnu.

## Příbuznost
Jedle Abies squamata je příbuzná jedli Abies delavayi.

## Ekologie
Strom rostoucí v nadmořských výškách 3000–4700 m, patří mezi stromy rostoucí v nejvyšších nadmořských výškách na světě. Klima je zde studené, poměrně suché, strom získává vodu ze stálého sněhu, kterého je na vrcholcích hor dostatek. Půdy jsou zde tvořeny šedohnědým podzolem či lithosolem, pH kolem 5, tj. kyselá půda. Strom snáší přistínění, nesnáší znečištění ovzduší. Mrazuvzdorný do minus 23 °C. Tvoří často lesy s dalšími stromy například s Abies recurvata, Abies fargesii var. faxoniana, Picea likiangensis var. rubescens, Picea asperata, Picea linzhiensis, Larix potaninii, Tsuga forrestii, z listnatých stromů Betula albosinensis.

## Výskyt
Čína – provincie Čching-chaj, provincie S'-čchuan, provincie Kan-su a Tibet. V Evropě a v Severní Americe vzácně pěstována pouze v botanických zahradách a arboretech, kde roste velmi pomalu.

## Využití člověkem
Dřevo stromu se používá ve stavebnictví a na nábytek, není ale příliš často komerčně využívané díky výskytu stromu vysoko v horách na nepřístupných místech.

## Ohrožení
I přes stabilní populaci je strom hodnocen jako zranitelný, neboť vzhledem k jeho velmi pomalému růstu nedochází při potenciálním kácení k dostatečně rychlé obnově jeho populace. V západní Číně je vyhlášen zákaz jeho kácení.